# Paul Hambruch
Paul Hambruch (Hamburgo, 22 de novembro de 1882 - Hamburgo, 23 de junho de 1933) foi um etnologista e folclorista alemão.

## Biografia
Ele estudou ciências naturais, química e matemática na Universidade de Göttingen; e geografia, antropologia e etnologia em Berlim, onde seus instrutores foram Ferdinand von Richthofen e Felix von Luschan. Em 1904, ele começou seu trabalho como assistente do Museu Etnológico de Berlim. Por meio de um pedido da Jaluit-Gesellschaft, ele viajou para Nauru no intuito de combater uma doença que afetava os coqueiros.
Entre 1908 e 1910, ele participou da Südsee-Expedition (Expedição aos mares do sul) na Micronésia sob o comando de Georg Thilenius, diretor do Museu Etnológico de Hamburgo. No sul do Pacífico, ele conduziu pesquisas etnográficas em Nauru, Ponape e outras ilhas. Sua coleção de contos e mitos das ilhas do pacífico se tornaram amplamente conhecidas.
Após retornar para a Alemanha, ele foi nomeado diretor do Departamento da Oceania no Museu Etnológico de Hamburgo. Em 1922, tornou-se professor de antropologia na Universidade de Hamburgo, onde ele também ministrou aulas sobre costumes tradicionais e folclore da Europa rural. Em 1929, ele participou como membro fundador da Gesellschaft für Völkerkunde, que mais tarde se tornou a Deutsche Gesellschaft für Völkerkunde.

## Trabalhos selecionados
- Die Schiffahrt auf den Karolinen- und Marshallinseln, 1912.
- Nauru, 1914-15 (dissertação sobre Nauru).
- Südseemärchen aus Australien, Neu-Guinea, Fidji, Karolinen, Samoa, Tonga, Hawaii, Neu-Seeland, 1921 (editor) – Contos do sul do Pacífico: Austrália, Nova Guiné, Fiji, Ilhas Carolinas, Samoa, Tonga, Havaí, Nova Zelândia.
- Malaiische Märchen aus Madagaskar und Insulinde 1922 (editor) – Contos malaios de Madagascar e Insulíndia.
- Faraulip; Liebeslegenden aus der Südsee, 1924 – Faraulep: Lendas de amor dos Mares do Sul.
- Einführung in die Abteilung Südsee : Geschichte, Lebensraum, Umwelt und Bevölkerung, 1931.
- Ponape 1932–36 (dissertação sobre Ponape).[3]